# USS Albert T. Harris (DE-447)
USS Albert T. Harris (DE-447) là một tàu hộ tống khu trục lớp John C. Butler từng phục vụ cùng Hải quân Hoa Kỳ trong Chiến tranh Thế giới thứ hai. Nó là chiếc tàu chiến duy nhất của Hải quân Hoa Kỳ được đặt cái tên này, theo tên Trung úy Hải quân Albert Thomas Harris (1915–1945), người từng phục vụ cùng tàu tuần dương hạng nặng San Francisco (CA-38), đã tử trận trong trận Hải chiến Guadalcanal vào ngày 12 tháng 11,  1942 và được truy tặng Huân chương Chữ thập Hải quân. Nó đã phục vụ trong suốt Thế chiến II, được cho ngừng hoạt động sau khi xung đột chấm dứt vào năm 1946, rồi được huy động trở lại để tiếp tục phục vụ trong giai đoạn Chiến tranh Lạnh từ năm 1951 đến năm 1968. Con tàu cuối cùng bị đánh chìm như một mục tiêu ngoài khơi Virginia Capes vào năm 1969. Albert T. Harris được tặng thưởng hai Ngôi sao Chiến trận do thành tích phục vụ trong Thế Chiến II.

## Thiết kế và chế tạo
Lớp John C. Butler được thiết kế nhằm đáp ứng nhu cầu một số lượng lớn nhưng rẻ tiền của một kiểu tàu hộ tống chống tàu ngầm để hộ tống các đoàn tàu vận tải vượt đại dương. Chúng có chiều dài chung 306 foot (93,3 m), mạn tàu rộng 36 foot 10 inch (11,2 m) và mớn nước 13 foot 4 inch (4,1 m), trọng lượng choán nước tiêu chuẩn 1.350 tấn Anh (1.372 t), và lên đến 1.745 tấn Anh (1.773 t) khi đầy tải, với một thủy thủ đoàn bao gồm 14 sĩ quan và 201 thủy thủ. Con tàu được vận hành bởi hai turbine hơi nước hộp số Westinghouse; hơi nước được cung cấp bởi hai nồi hơi "D" Express, tạo ra công suất 12.000 mã lực càng (8.900 kW) và cho phép đạt được tốc độ tối đa 24 hải lý trên giờ (44 km/h; 28 mph). Nó có tầm hoạt động 6.000 hải lý (11.000 km; 6.900 mi) ở tốc độ đường trường 12 hải lý trên giờ (22 km/h; 14 mph).
Dàn vũ khí chính bao gồm hai tháp pháo 5-inch/38 caliber đa dụng nòng đơn, được dẫn đường bởi hệ thống điều khiển hỏa lực Mark 51; vũ khí phòng không gồm hai khẩu đội Bofors 40 mm L/60 nòng đôi và mười khẩu Oerlikon 20 mm nòng đơn cũng được dẫn đường bởi hệ thống Mark 51. Ngoài ba ống phóng ngư lôi 21 inch (533 mm), vũ khí chống ngầm bao gồm hai đường ray thả mìn sâu, tám máy phóng mìn sâu K-gun cùng một dàn súng cối chống ngầm Hedgehog. Con tàu được trang bị sonar kiểu QC, radar dò tìm mặt biển SL và radar dò tìm không trung SA.
Albert T. Harris được đặt lườn tại xưởng tàu của hãng Federal Shipbuilding and Dry Dock Company ở Newark, New Jersey vào ngày 13 tháng 1, 1944. Nó được hạ thủy vào ngày 16 tháng 4, 1944, được đỡ đầu bởi bà J. D. Harris, mẹ của Trung úy Harris, và được cho nhập biên chế cùng Hải quân Hoa Kỳ vào ngày 29 tháng 11, 1944 dưới quyền chỉ huy của Hạm trưởng, Thiếu tá Hải quân Sidney King.

## Lịch sử hoạt động

### Thế Chiến II
Sau khi trải qua ba tuần lễ tiếp tục được trang bị tại New York, Albert T. Harris khởi hành vào cuối tháng 12, 1944 cho chuyến đi chạy thử máy huấn luyện tại khu vực Tây Ấn thuộc Anh, rồi quay trở về vào cuối tháng 1, 1945 và được sửa chữa sau chạy thử máy. Chuẩn bị để được điều động sang khu vực Mặt trận Thái Bình Dương, nó băng qua kênh đào Panama vào giữa tháng 2, và tiếp tục ghé qua các quần đảo Galápagos và Society trước khi đi đến đảo Manus thuộc quần đảo Admiralty. Tại đây nó gia nhập Đội hộ tống 77 để hoạt động hộ tống vận tải và bảo vệ cho các chiến dịch đổ bộ.
Đi đến Philippines, Albert T. Harris hoạt động cùng một lực lượng nghi binh tại Morotai nhằm phục vụ cho hoạt động chiếm bán đảo Zamboanga tại đảo Mindanao từ ngày 14 đến ngày 23 tháng 4, rồi sau đó hỗ trợ cho cuộc đổ bộ lên Santa Cruz trên bờ vịnh Davao trong các ngày 3 và 4 tháng 5. Con tàu tiếp tục tiến xuống phía Nam hỗ trợ cho cuộc đổ bộ lên vịnh Brunei, Borneo trong tháng 6, rồi quay trở về Philippines trong tháng 7 để phục vụ cùng Tiền phương biển Philippine.
Albert T. Harris tuần tra chống tàu ngầm để hộ tống tàu bè đi lại giữa các đảo thuộc quần đảo Philippine, cho đến khi Nhật Bản chấp nhận đầu hàng vào ngày 15 tháng 8, giúp chấm dứt vĩnh viễn cuộc xung đột. Nó sau đó tham gia và Lực lượng Nam Trung Quốc để tiếp thu các lãnh thổ còn do lực lượng Nhật Bản chiếm đóng, đi đến Hong Kong và Thượng Hải, Trung Quốc; Hải Phòng và Hồng Gai tại Đông Dương thuộc Pháp; cũng như đến Triều Tiên. Con tàu lên đường quay trở về Hoa Kỳ, về đến San Diego, California vào ngày 12 tháng 2, 1946 và được cho xuất biên chế vào ngày 26 tháng 7, 1946, được đưa về Hạm đội Dự bị Thái Bình Dương và neo đậu cùng Đội San Diego.

### 1951 - 1968
Sau khi cuộc Chiến tranh Triều Tiên bùng nổ vào tháng 6, 1950, Albert T. Harris được cho tái biên chế trở lại tại San Diego vào ngày 27 tháng 4, 1951, và hoạt động cùng Hạm đội Thái Bình Dương dọc theo vùng bờ Tây cho đến tháng 9. Con tàu được điều sang vùng bờ Đông, băng qua kênh đào Panama và gia nhập Hải đội Hộ tống 12 trực thuộc Hạm đội Đại Tây Dương, đặt căn cứ tại Newport, Rhode Island.
Trong sáu năm tiếp theo, Albert T. Harris hoạt động dọc theo vùng bờ Đông và khu vực Tây Ấn, tiến hành các hoạt động thực hành huấn luyện thường lệ, phục vụ như tàu huấn luyện cho Trường Sonar Hạm đội tại Key West, Florida và tham gia các cuộc tập trận Springboard. Nó cũng thực hiện những chuyến đi thực tập mùa Hè dành cho học viên sĩ quan. Đến tháng 9, 1957, con tàu được điều sang nhiệm vụ huấn luyện cho nhân sự Hải quân Dự bị Hoa Kỳ trực thuộc Quân khu Hải quân 11 và đặt căn cứ tại New York. Trong vụ Khủng hoảng tên lửa Cuba vào năm 1962, nó tham gia vào lực lượng hải quân để thực thi "cô lập hàng hải" Cuba.
Một cuộc khảo sát vào tháng 8, 1968 cho thấy con tàu không còn phù hợp để tiếp tục phục vụ, vì vậy Albert T. Harris được đưa về thành phần dự bị tại Philadelphia, Pennsylvania vào ngày 19 tháng 9, 1968 và xuất biên chế tại đây vào ngày 21 tháng 9, 1968. Tên nó được cho rút khỏi danh sách Đăng bạ Hải quân vào ngày 23 tháng 9, 1968, và con tàu bị đánh chìm như một mục tiêu ngoài khơi Virginia Capes vào ngày 9 tháng 4, 1969.

## Phần thưởng
Albert T. Harris được tặng thưởng hai Ngôi sao Chiến trận do thành tích phục vụ trong Thế Chiến II.
|             | Bronze star |
| Bronze star |             |

| Huân chương Chiến dịch Hoa Kỳ                                   | Huân chương Chiến dịch Châu Á-Thái Bình Dương với 1 Ngôi sao Chiến trận | Huân chương Chiến thắng Thế Chiến II |
| Huân chương Phục vụ Phòng vệ Quốc gia với 1 Ngôi sao Chiến trận | Huân chương Viễn chinh Lực lượng Vũ trang                               | Huân chương Giải phóng Philippine    |